# Nyergesi István
Nyergesi István (Nyergesújfalu, 1900. augusztus 5. – Nyergesújfalu, 1989. február 8.) magyar festő.

## Életútja
Autodidakta művész. Kernstok Károly mellett tanult, majd 1914-től egészen nyugdíjba vonulásáig a nyergesújfalui Eternitgyárban dolgozott. 1934-ben mutatta be műveit az Őstehetségek csoportos kiállításán. Naiv stílusban készült művei olajképek és pasztellkompozíciók, amelyek a falusi életet ábrázolják. Terrakotta kisplasztikákat is készített.

## Egyéni kiállítások
- 1960 • Eternitgyár, Nyergesújfalu
- 1975 • Keresztúri úti Általános Iskola, Budapest • József Attila Művelődési Központ, Dorog • Művelődési Ház, Bajna • Viscosa-gyári Művelődési Otthon, Nyergesújfalu
- 1976 • Rideg Sándor Művelődési Központ
- 1977 • Nagyközségi Könyvtár, Nyergesújfalu (kat.)
- 1979 • Műcsarnok, Győr (kat.) • Dömösi Galéria, Dömös • Eternitgyár Kultúrház, Nyergesújfalu
- 1980 • Népház Galéria, Tatabánya • Petőfi Sándor Művelődési Központ, Esztergom
- 1985 • Népház Galéria, Tatabánya (kat.)
- 1998 • Kernstok Gyűjtemény és Galéria kiállítása, Nyergesújfalu.

## Válogatott csoportos kiállítások
- 1934 • Őstehetségek Kiállítása
- 1979 • Komárom megyei naiv művészek kiállítása, Kernstok Terem, Tatabánya.

## Művek közgyűjteményekben
Balassa Bálint Múzeum, Esztergom • Magyar Naiv Múzeum, Kecskemét • Magyar Nemzeti Galéria, Budapest • Zsidó Múzeum, Budapest • Kernstok Gyűjtemény és Galéria, Nyergesújfalu.